# Скандал (фільм, 1950)
«Скандал» (яп. 醜聞, сукяндару) — японський художній фільм Акіри Куросави, що вийшов в 1950 році. Головні ролі виконують Тосіро Міфуне та Такасі Сімура.

## Сюжет
Фотографія знаменитості запускає судовий розгляд, коли журнал «Таблоїд» крутить скандальну пряжу над художником та відомим співаком.

## В ролях
- Тосіро Міфуне — Ітіро Аое|青江一郎
- Такасі Сімура — Отокіті Хірута|蛭田乙吉
- Йосіко Ямагуті — Міяко Сайдзьо|西条美也子
- Йоко Кацурагі — Масако Хірута|蛭田正子
- Таніе Кітабаясі — Ясу Хірута|蛭田やす
- Норіко Сенгоку — Суміе|すみえ
- Сінїті Хіморі — редактор Асаї
- Масао Сімідзу — суддя|裁判長
- Сугісаку Аояма — Катаока|片岡博士